# HD 142 b
إتش دي 142 ب (بالإنجليزية: HD 142 b)‏ هو كوكب عملاق خارج المجموعة الشمسية يبعد 84 سنة ضوئية في كوكبة العنقاء. اكتشف الكوكب عام 2001 بواسطة فريق أنغلو الأسترالي للبحث عن الكواكب.

## وصلات خارجية
- "HD 142 b". The Extrasolar Planets Encyclopaedia. مؤرشف من الأصل في 2019-12-07.
- "HD 142". Open Exoplanet Catalogue. مؤرشف من الأصل في 2019-12-07. اطلع عليه بتاريخ 2014-09-08.